# Sønder Aarslev Kirke
Sønder Aarslev Kirke ligger i Årslev, vest for Brabrand og Aarhus C. På kirkegården ligger maleren Jens Hansen-Aarslev (1847-1928) begravet.

## Historie
Sønder Aarslev Kirke tilhørte oprindelig Århus Domkapitel og senere kongen. Otto Bielke til Kærbygård fik i 1686 overdraget kirken af Christian 5., men solgte den allerede fem år senere til proviantforvalter Christen Wegerslev i Aarhus. I årene herefter skiftede kirken ejer flere gange, før grev Christian Frijs til Frijsenborg i 1758 købte den på auktion. I 1912 overgik kirken til selveje i forbindelse med tiendeafløsningen.
Indtil 12. maj 1873 var Tilst Kirke anneks til Sønder Aarslev Kirke, men Sønder Aarslev Kirke blev da selv anneks til Brabrand Kirke, mens Tilst Kirke blev hovedkirken i et pastorat, hvor Kasted Kirke var anneks.

## Kirkebygningen
Den nuværende kirkes ældste dele stammer sandsynligvis fra slutningen af 1100-tallet, hvor stenkirken har afløst en kirke i træ. I senmiddelalderen blev kirken udvidet, og det oprindelige flade træloft blev erstattet af krydshvælv. Kirkens første tårn, et styltetårn, stammede formodentlig også fra denne periode. I 1883 fik kirken sit nuværende tårn.
Nogle år tidligere, i 1870, gennemgik kirken en renovering, hvor de nuværende høje blændinger og kamtakkede gavle kom til. På nordsiden ses den tilmurede norddør.
Der findes flere mindesten over præster ved kirken. I korets nordvæg er der indmuret en over familien Toustrup, der i tre generationer var præster ved kirken. Den første af disse, Anders Knudsen Toustrup, var tillige kirkeejer af både Sønder Aarslev Kirke og Tilst Kirke. På væggen i våbenhuset findes en mindesten over præsten Thomas Lillelund, der virkede ved kirken i perioden 1758-1781. Han var kendt som en dygtig prædikant og forfattede bl.a. en kirkehistorie, Danmarkes Kirke-historie, tilligemed alle Katolske Biskopper indtil Reformationen, og siden alle Biskopperne baade i Danmark og Norge, i 1773. Herudover udmærkede han sig ved at bekoste brolægningen af Årslevs gade ca. 1770.

## Inventar
Alterbordsforsiden er et renæssancearbejde fra ca. 1600 og sandsynligvis i lighed med prædikestolen udført af Morten Snedker. Ved en brand i 1874 blev alteret beskadiget, og en ny altertavle blev skænket af møller Andreas Severin Weis (1815-89). Det var et maleri med Jesus og den bodfærdige kvinde som motiv, udført af A. Dorph (1831-1914) i 1875. Maleriet hænger nu på nordvæggen ved orgelet. Bag alteret hænger der i dag en Kristusfigur af Valdemar Foersom Hegndal (1916-2002). Den blev ophængt i 1994 og var skænket af Nanna Christiansen fra Årslev. Samtidig blev et alterkors af Foersom Hegndal opsat på væggen over døbefonten.
Kirkens døbefont stammer sikkert fra det oprindelig inventar og er en romansk font i granit. Dåbsfadet i messing stammer fra ca. 1550. Prædikestolen er sandsynligvis udført af Morten Snedker, som har lavet andre prædikestole i området, og dateres til ca. 1600.
Orgelet blev bygget i 1967 af Th. Frobenius og Sønner. Det har 10 stemmer og er af den såkaldte Hørve-type.
Kirkeklokken blev ophængt i 1774, mens kirken hørte under Frijsenborg. I 1910 blev den omstøbt, men en oprindelig indskrift er bevaret: "Anno 1774. Bekostet af det højgrevelige herskab til Frijsenborg".

## Galleri
- Sønder Aarslev Kirke
- Tårnet
- Tårnbygningen
- Indgang i tårnet
- Gammel gravsten på våbenhusets vestside
- Kirkens nordside med den tilmurede dør
- Udhuset
- Gravsten for maleren Jens Hansen-Aarslev

## Eksterne kilder og henvisninger
- Wikimedia Commons har flere filer relateret til Sønder Aarslev Kirke
- Tilst kirkes historie – rummer også information om Sønder Aarslev Kirke
- Sønder Årslev Kirke Arkiveret 31. januar 2011 hos  Wayback Machine hos nordenskirker.dk
- Sønder Årslev Kirke hos KortTilKirken.dk
- Sønder Årslev Kirke hos danmarkskirker.natmus.dk (Danmarks Kirker, Nationalmuseet)